# Cabaiguán

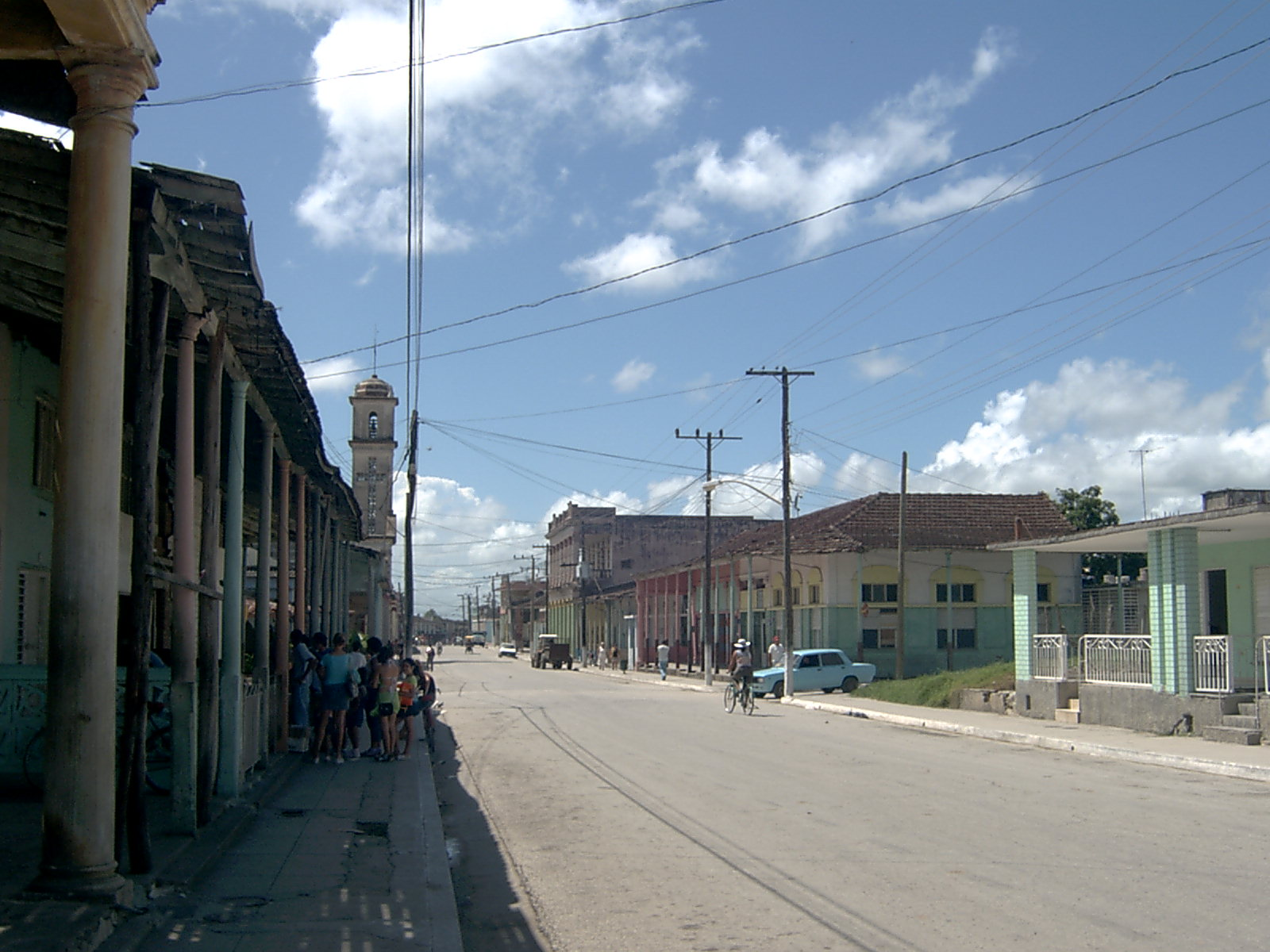

Cabaiguán – miasto na środkowej Kubie w prowincji Sancti Spíritus. Liczy około 53 tys. mieszkańców (2003).
Przemysł włókienniczy i spożywczy (między innymi tytoniowy).